# ブルー・オーシャン戦略
ブルー・オーシャン戦略（ブルー・オーシャンせんりゃく、英: blue ocean strategy）とは、INSEAD（欧州経営大学院）教授のW・チャン・キム とレネ・モボルニュ が著したビジネス書、およびその中で述べられている経営戦略論である。日本語版はランダムハウス講談社から2005年に刊行されている。

## 概念
ブルー・オーシャン戦略によると、血で血を洗うような競争の激しい既存市場を「レッド・オーシャン（赤い海）」とし、その激戦区でビジネスをすることは不毛であると前提づけている。そして、そこから可能な限り脱却して、策源地となりうる競争のない理想的な未開拓市場である「ブルー・オーシャン（青い海）」を切り開くべきだと説いている。
そのためには、自分の業界における一般的な機能のうち、何かを「減らす」「取り除く」、その上で特定の機能を「増やす」「新たに付け加える」ことにより、それまでなかった企業と顧客の両方に対する価値を向上させる「バリューイノベーション」が必要だと主張している。そのための具体的な分析ツールとして、「戦略キャンバス」などを提示している。
従来からよく知られているマイケル・ポーターの競争戦略では、「事業が成功するためには、低価格戦略か差別化（高付加価値）戦略のいずれかを選択する必要がある」と主張しているが、ブルー・オーシャン戦略では「『減らす』『取り除く』ことによる低コスト化と、『増やす』『付け加える』ことによる顧客にとっての高付加価値は両立し得る」と主張している。

## ブルーオーシャン戦略のメリット

### メリット
価格競争に巻き込まれないこと
ブルーオーシャン戦略は、既存の市場にない新商品を作ったり、競合とは全く異なる戦略を取ることを目指す。そのため価格も自由に決められ、価格競争にも巻き込まれないため値下げせずに済む。
宣伝費用が少なくて済むこと
競合との競争がないため、競合に対抗して宣伝しなくて良く、広告費用なども少なくて済む。
投資費用が少なくて済むこと
上記のような理由から、比較的に高い利益率を実現しやすい。そのため、投資費用を抑えてビジネスを開始できる。
早期に利益を積み上げやすいこと
投資費用が少なくて済むということは、それだけ投資費用を早く回収できるため、早期に利益を積み上げられる。これはベンチャー企業などのスタートアップ段階では極めて重要なメリットである。
安定した利益を生み出せること
競合の真似をする必要がなく、商品に「付加価値」を付けて販売することができるため、自社だけの見込み客を集めることが可能となる。自社の見込み客が商品のファンになれば、リピートしてくれる可能性も高まるため、安定した利益を生み出せる。
先行者利益が得られやすい
ビジネスで大きな利益を得るには、既存商品のないサービスを開始して、二番手以降のサービスとの差を圧倒的に広げておく必要がある。ブルーオーシャン戦略はこれを前提とした戦略であり、競合のいないブルーオーシャン市場ではそれを実現しやすい。

### デメリット
レッドオーシャン戦略ほどの利益は得られないこと
たとえば「100億円企業を作りたい」という目標がある場合、ブルーオーシャン戦略のみで100億円の売上を作ることは難しい。なぜなら、100億円の売上を作る場合、既存のレッドオーシャン市場などで、ある程度のパイを獲得する必要があるためである。
そもそも見込み客がいない可能性があること
自社の開発した新商品が、現状の市場に存在していない場合には、「なぜ市場に存在していないか？」を改めて考えてみる必要がある。そもそも市場にないのは、競合相手がアイデアを考えついていたが売上が伴わないと考えて販売を見合わせていたり、一度は販売したものの売上が得られず販売中止になった……など、そもそも「見込み客がいないから商品が存在していない」という可能性もある。
競合企業も追従しやすいこと
自社が低コストで進出できるのと同じく、後から参入してきた競合企業も追従しやすい。1年ほど先行したリードで得られた先行者利益を、うまく活かしていく必要がある。

## 用語
増やす
業界の基準値よりも上回るべき機能はなにか？
付け加える
業界でいまだ例がない、実は付け加えるべき機能はなにか？
取り除く
業界が長く競合してきたが、実は取り除くべき機能はなにか？
減らす
業界の基準値を下回ってもよい機能はなにか？

## ブルー・オーシャン戦略の成功事例

### 1990年代
シルク・ドゥ・ソレイユ
1984年設立。伝統的なサーカスにオペラやロックなどの要素を取り入れた。
Netflix
Netflixは、価格や品揃えの選択肢だけで競合に対抗するのではなく、店舗を持たない代わりに郵便サービスを利用することで、まったく新しいタイプのオンラインDVDレンタルサービスとして、市場を改革した。月額定額制により、競合他社の多くの顧客が抱えていた「返却期限」と「延滞料」という2つの大きな問題を解決すると同時に、Netflixの顧客はDVDを好きなだけ延滞料なしで利用でき、自宅にいながらレンタルすることが出来るようになった。
2000年代になり、Netflixがストリーミングサービスに移行したことで、人々の映画やテレビの視聴スタイルに大きな変化をもたらした。しかし、Amazon Prime Video、Apple TV+、Disney+といった後発のストリーミングサービスが登場し、Netflixは自社制作のコンテンツを増やすことで差別化を図っている。
QBハウス
1995年創業、2018年に東証プライム上場。「10分で1000円」という低価格を実現した理容所。
iモード
1999年サービス開始。機能を絞り、携帯電話とネットサービスを結びつけ、当時は日本において独占的なサービスとして大成功していた。しかしその後、スマートフォンへの移行に失敗してしまっている。

### 2000年代
ワークマン
1982年創業したワークマンは、職人向けのアパレル・工具・道具などを販売してきた。しかし2000年代以降、競争が激化していたアパレル市場において、競合が存在しなかった「低価格・高機能」の分野に特化したり、ファッション性を重視した「一般向けアパレル事業」にシフトして、女性や子供にもターゲットを広げたことで大きな成功を収めた。
東進ハイスクール
進学予備校といえば、カリスマ講師が大教室で講義を行うのが一般的であり、大勢の生徒を集めることができる都会に校舎を開校することが多かった。そのため、現役高校生や地方在住の浪人生にはサービスを届けることができなかった。東進ハイスクールは、通信衛星やDVD-Videoを用いることで、現役高校生や地方にいる浪人生も顧客にすることに成功した。
イエローテイル
2000年初頭にアメリカで爆発的な人気を博し、オーストラリアワインのトップブランドとしての地位を確立した、ワインを飲まない層を開拓したオーストラリアワイン。
SMエンタテインメント
韓国の同業企業にとっては未踏の市場に逸早く参入するブルー・オーシャン戦略、大衆や市場の心理を読み最も高い付加価値を持ったスターを創り出すCT（カルチャー・テクノロジー）戦略、所属歌手に外国語を習得させ、その言語で歌わせる徹底的な現地化戦略の三大戦略を推し進めてきた。
星野リゾート
都会の大規模ホテルは、オーナーと運営会社が別ということが多く、海外のホテル運営会社は200-300室以上の大規模でラグジュアリーな施設を好む傾向がある。そのため外資は、地方の温泉旅館には参入することはなかった。しかし、温泉旅館は所有したいが、運営も行うのは避けたいという投資家が一定数おり、星野リゾートはその市場に目をつけた。
専門職に特化した人材採用ではなく、マルチタスクで働けるスタッフの育成を行い、コストを抑えつつ顧客である旅館所有者のニーズにこたえるサービスを提供した。
ZOZOTOWN
一般的なECモールのように、どんな商品でも扱うのではなく、ファッションに特化したサービスを提供して大成功を収める。試着ができないアパレルは、元来ネットショップとの相性はあまりよいものではなかったが、ZOZOSUITやZOZOMATを開発したり、WEARというファッションアプリを提供することで、ほかのECモールとの差別化に成功した。
任天堂
Sonyのプレイステーション発売以降、ライバル企業の高性能化競争に埋没しかけていた任天堂は、開発段階でブルー・オーシャン戦略を応用した。「これまでにない、みんなで楽しめるゲーム機」をコンセプトにして、既存にないリモコン操作により直観的な操作が出来るWii、二画面での操作を実現した携帯ゲーム機「Nintendo DS」、家庭用ゲーム機を持ち歩ける「Nintendo Switch」など、ブルー・オーシャン戦略の得意な企業として知られている。
イオングループ
「キツネやタヌキが出るところに店を作れ」をモットーに郊外店舗を展開し大成功する。

### 2010年代
Uber
不明瞭な料金請求、支払い方法の制限、顧客の信頼の欠如、位置追跡の欠如など、タクシー業界の欠点を認識したUberは、自らタクシーを運営するのではなく、先進的な技術とスマホを組み合わせることで「配車サービス」という新しい市場を切り開いた。
現在、Uberは配車サービスだけでなく、スピーディーなフードデリバリーやヘルスケアサービスの橋渡しなどのサービスを世界中に展開している。

### 2020年代
Meta
創業当時、Facebookは「ソーシャルネットワーク」というブルーオーシャンの最前線にいたが、10年以上が経過して、ソーシャルネットワークはレッドオーシャンとなった。これまで2次元的なSNSサービスを行っていたFacebookは、2021年に社名をMetaに変更して3次元的なメタバースの世界でのサービスを実現する企業へと生まれ変わるとした。